# ペラ＝ル＝シャトー
ペラ＝ル＝シャトー （Peyrat-le-Château、オック語:Pairac lo Chasteu）は、フランス、ヌーヴェル＝アキテーヌ地域圏、オート＝ヴィエンヌ県のコミューン。

## 地理
県東部にあり、クルーズ県と境を接している。郡庁所在地リモージュの南東55km、ヴァシヴィエール湖から7km離れている。
コミューンには、標高777mに達するオート＝ヴィエンヌ県最高峰の1つ、ピュイ・ド・クロザがある。

## 歴史
ペラ＝ル＝シャトーの歴史は、いくつかの道があったことで証明されているように、ガロ＝ローマ時代から始まったと思われる。
中世、ペラ＝ル＝フォール（Peyrat-le-Fort）と呼ばれたこの地は、ポワトゥーの男爵家であるリュジニャン家が優勢で、不安定な時代（1150年から1450年）を過ごした。リチャード獅子心王、ジョン欠地王、百年戦争が、地元の遺産の多くを破壊した。
角型の塔は15世紀に、聖マルタンに捧げられた教会は14世紀に再建された。
フランス革命のもとで、ペラ＝ル＝フォールはペラ＝ラ＝モンターニュ（Peyrat-la-Montagne）と名を変え、その後小郡庁所在地となった。1790年から1794年まで、コミューンはボーリューと合併していた。1801年、コミューンは新設されたエムティエ小郡の単なるコミューンとなった。1829年11月4日の政令により、サンタマン・ル・プティのコミューンはペラ＝ル＝シャトーと合併した。1874年8月7日のデクレで、コミューンは再建された。それまでの間に、コミューンはかつての面積の一部を失った。東に位置するヌヴィアル地区は1833年にコミューンのネドに割譲し、西のセール地区は1867年にコミューンのオニュに割譲した。
近年では、地域開発における路面電車の重要性が強調される。ペラ＝ル＝シャトーは、1913年から1949年までオート＝ヴィエンヌ県鉄道のいずれかの路面電車駅の終点となっていた。この地域は第二次世界大戦中のマキの戦いにも関連があった。町にはレジスタンス博物館があり、ジョルジュ・ガングアン大佐を支持するパルチザン闘士たちが加わった、マルシュ・リムーザン最古の旅団の歴史をたどることができる。
戦後、1940年代から1950年代にかけてのモルドの水力開発事業、そしてコミューンに隣接するヴァシヴィエール湖の事業が地域経済を復活させた。

## 人口統計
2016年時点のコミューン人口は983人で、2011年時点の人口より2.82%増加した。
| 1962年 | 1968年 | 1975年 | 1982年 | 1990年 | 1999年 | 2006年 | 2016年 |
| ------ | ------ | ------ | ------ | ------ | ------ | ------ | ------ |
| 1551   | 1594   | 1518   | 1294   | 1194   | 1081   | 1019   | 983    |

参照元:1962年から1999年までは複数コミューンに住所登録をする者の重複分を除いたもの。それ以降は当該コミューンの人口統計によるもの。1999年までEHESS/Cassini、2006年以降INSEE

## ゆかりの人物
- ジル・ラレ（fr） - エンデューロレーサー、ラリーレイドレーサー。ペラ＝ル＝シャトー生まれ。
- ラウル・ハウスマン - ダダイズムの写真家。大戦中ナチスを避けペラに避難していた[8]。